# Lubieńce
Lubieńce (ukr. Любинці) – wieś na Ukrainie, w rejonie stryjskim obwodu lwowskiego. .
Wieś założona w 1465. Za II Rzeczypospolitej do 1934 samodzielna gmina jednostkowa. Następnie należała do zbiorowej wiejskiej gminy Lubieńce w powiecie stryjskim w woj. stanisławowskiem, której była siedzibą. Po wojnie wieś weszła w struktury administracyjne Związku Radzieckiego.
Znajduje tu się stacja kolejowa Lubieńce, położona na linii Lwów – Stryj – Batiowo.
W Lubieńcach urodził się Jan Nałęcz-Koniuszewski (1894–1984), major piechoty Wojska Polskiego, kawaler Orderu Virtuti Militari.